# Paul Berthier
Pour les articles homonymes, voir Paul Berthier (sculpteur) et Berthier.
Paul Berthier, né le 23 juin 1884 à Auxerre où il est mort le 6 février 1953, est un organiste et compositeur français.

## Biographie
Il est élève de Vincent d'Indy à la Schola Cantorum entre 1903 et 1914. Il est le cofondateur de la Manécanterie des Petits Chanteurs à la croix de bois en 1906.
Il est l'auteur d'une thèse de doctorat de droit sur la protection légale du compositeur de musique qui fit longtemps autorité et d'un essai sur Jean-Philippe Rameau.
Il fut organiste à la cathédrale Saint-Étienne d'Auxerre jusqu'en 1953 ainsi que bibliothécaire et conservateur du musée.
Il a harmonisé la célèbre berceuse de Noël Dors ma colombe, chant traditionnel d'origine alsacienne. Il est l'auteur de messes, motets et pièces pour orgue.

## Vie personnelle
Né Paul Auguste Berthier, fils de Jules Auguste Berthier, négociant et de Marie Marguerite Thierry, sans profession, il épouse Marie Solange Geneviève Parquin le 3 octobre 1919 à Auxerre
Il est le père du compositeur et organiste Jacques Berthier (1923-1994), le grand-père de la chanteuse France Gall, du guitariste Denys Lable, Philippe Gall et Patrice Gall (petits fils), de Vincent Berthier de Lioncourt, académicien, spécialiste de la musique baroque, qui est le fils de Jacques.
Il est également proche du peintre fauve Victor Dupont, présent à Auxerre chez son élève Henri Brochet (1898-1952), père du sculpteur François Brochet (1925-2001).
En 1944, M. Berthier possédait une méthode d'accompagnement manuscrite de l'organiste Jean-Joseph Pallais, dont il disait qu'elle était "fort intéressante, mais contraire aux principes de Rameau" (Paul Berthier, "Joseph Pallais et sa famille", Bulletin de la Société des Sciences de l'Yonne, t. 94, Séance du 2 avril 1944). Qu'est devenu ce manuscrit ?

## Décorations
- Médaille commémorative de la guerre 1914–1918 (1920)[3]

## Écrits
- Paul Berthier, Réflexions sur l'art et la vie de Jean-Philippe Rameau (1683-1764), A. et J. Picard, 1957.